# Phong trào Tân dân Việt Nam
Phong trào Tân dân Việt Nam là một tổ chức chính trị do các chính khách Phan Khắc Sửu, Phan Quang Đán, Nguyễn Thành Vinh, Trần Sinh Cát Bình... thành lập tại Sài Gòn năm 1968 và duy trì hoạt động cho đến năm 1975.

## Lịch sử

### Mấy nhân vật tiêu biểu
- Phan Khắc Sửu[2]
- Phan Quang Đán
- Nguyễn Thành Vinh
- Trần Sinh Cát Bình[3]
- Phan Kỳ Nhơn
- Lê Quang Dật